# 明治ダム
明治ダム（めいじダム）は、岡山県井原市芳井町の一級河川・高梁川水系横尾谷川に建設されたダムである。

## 概要
明治ダムは芳井町のかんがい排水事業の一環として建設されたもので、1993年に完成した。吉備高原のうち芳井町（2005年に井原市へ合併）地域への農業用水確保のために建設された。なおダムの周辺には遊歩道やトイレが整備されているが、ダム湖より奥には乗用車では行くことはできない。

## 関連事項
- ダム
- 日本のダム
- 重力式コンクリートダム
- 多目的ダム